# Cherry Red
Pour les articles homonymes, voir Cherry Red (homonymie).
Cherry Red est un label indépendant britannique de punk rock et rock alternatif, basé à Londres. Il est fondé en 1978 par Iain McNay et Richard Jones. Au départ associé au punk rock, le label est devenu un nom important par ses publications de post-punk et de rock alternatif dans les décennies suivantes.
Le label est à l'origine du UK Indie Chart. Le groupe Cherry Red gère de nombreux labels qui œuvrent principalement dans la réédition.

## Histoire

### 1978–2009
Le rôle de Cherry Red comme l'un des principaux labels de la scène indépendante du début des années 1980 est confirmé par le succès d'une compilation à petit prix réalisée par Alway, et sortie à Noël 1982. Vendue au prix de 99 pence, Pillows and Prayers reste en tête des hit-parades indépendants pendant plusieurs semaines. Le label a également publié plusieurs albums d'Adrian Sherwood et de son label ON-U Sound au début des années 1980.
Cherry Red continue de signer des artistes contemporains, mais se tourne progressivement vers le marché de la réédition à partir de la fin des années 1980. Il possède un certain nombre de labels subsidiaires qui proposent des sorties spécifiques à certains genres musicaux, en conservant de nombreux genres musicaux « mal-aimés par la critique », dans le prolongement partiel de l'action de McNay en faveur de ce qui n'est pas à la mode. Le label commence à acquérir les droits de nombreux labels indépendants des années 1970 et 1980, dont No Future, Flicknife, Rondelet, Midnight, Temple et In Tape - ce qui donne naissance à la série de sorties Collector, qui couvrait les genres de punk rock, psychobilly, gothique et heavy metal. Une autre série Collector, qui s'est avérée populaire, est celle des sorties footballistiques du label, qui publiera plus de 60 CD de collections de chants de clubs et de clubs de football.
En 2007, la société lance un service de télévision en continu, Cherry Red TV. Elle publie également un magazine et une division d'édition « interne », Cherry Red Songs. L'ancien éditeur de musique de Cherry Red, Complete Music, est racheté par BMG Music Publishing en 2006.

### Années 2010
Début 2015, Cherry Red Records et PWL rééditent les quatre premiers albums de Kylie Minogue, Kylie, Enjoy Yourself, Rhythm of Love et Let's Get to It, sous forme de coffrets CD/DVD et LP de luxe.
En 2017, Cherry Red confirme représenter plusieurs catalogues de labels et discographies d'artistes, dont Procol Harum, The Residents, Arthur Brown, Captain Oi, Glenn Hughes et Tim Blake, et acquiert treize catalogues d'artistes de Warner Music Group dans le cadre des cessions de la major à des labels indépendants, dont Howard Jones, Kim Wilde, Marc Almond, Third Ear Band, Dinosaur Jr., Mel & Kim, Fourplay (partagé avec Evolution Media Group), Renaissance (à l'exception de leur premier album, qui est resté chez Elektra Records), Be-Bop Deluxe et Curved Air. Ces catalogues seront distribués dans le monde entier par Absolute Label Services.
L'annuaire 2017 de la BPI All About the Music inclut Cherry Red dans les 20 Market Share By Corporate Group au numéro 15, qui explique les ventes d'albums éligibles aux charts de toutes les maisons de disques.
En 2018, Cherry Red acquiert le vaste catalogue de Witchwood Media, qui héberge la musique des Strawbs et une liste d'autres artistes connexes.

### Années 2020
Fin 2019 et début 2020, Cherry Red acquert d'autres labels et catalogues d'albums, notamment Safari Records (Toyah, Jayne County), Emerald Music, le premier album de Genesis From Genesis to Revelation et Chapter One. Cherry Red acquiert également le catalogue de nombreux labels indépendants, notamment Inevitable Records (Dead or Alive), Attrix Records (Peter and the Test Tube Babies) et Native Records (Screaming Trees). Les catalogues d'artistes acquis en 2020 comprennent Glenn Hughes and Trapeze, le groupe de rock The Stairs and Edgar Jones, le groupe de rock psychédélique July, le groupe de heavy metal Sir Lord Baltimore, le groupe de rock psychédélique Outskirts of Infinity, le groupe NWOBHM Spider, le guitariste Paul Brett, le producteur de disques et musicien Tom Newman et le pub rocker canadien Philip Rambow. Également Warfare the Song Book of Filth (juin 2021) avec des invités Pete Way, Fast Eddie Clarke Tom Angelripper, entre autres.
En 2021, Cherry Red acquiert le label et le catalogue de Dissonance Productions auprès de Plastic Head Distribution. Le label de metal extrême possède un catalogue d'environ 130 sorties, dont Gardens of Grief de At the Gates, Terror and Submission de Holy Terror, Servants of Darkness de Nifelheim et Apocrypha de Ascension Of the Watchers. En 2021 et 2022, il sort de nouveaux albums de Agent Steel, Lawnmower Deth et Tokyo Blade. Parmi les acquisitions de catalogue notables pour le label en 2021 figurent des accords pour le catalogue de labels indépendants tels que Golf, Abstract, Planet Dog et Peer Music. Le catalogue d'artistes que le label représente désormais entièrement ou partiellement comprend Edward Ball (du Times), Jah Wobble, Ron Geesin, Suzi Quatro, Miki Dallon et les premiers enregistrements de Dead or Alive,.